# Во тьме (1-й сезон)
Премьера первого сезона американского драматического телесериала «Во тьме» состоялась на канале The CW 4 апреля 2019 года. Первый сезон телесериала состоит из тринадцати эпизодов

## Сюжет
Жизнь Мёрфи резко меняется, когда она внезапно слепнет и становится единственной «свидетельницей» убийства её друга-наркодилера. Когда полиция ей не верит и прекращает расследование, девушка сама начинает поиски убийцы вместе со своей собакой-поводырем. Единственный, кто верит Мёрфи — полицейский Дин, чья дочь тоже слепая.

## В ролях

### Основной состав
- Перри Мэттфелд - Мерфи (13/13)
- Брук Маркам - Джесс (13/13)
- Рич Соммер - Дин Райли (13/13)
- Кестон Джон - Дарнелл Джеймс (13/13)
- Морган Кранц - Феликс Белл (12/13)
- Кэйси Дейдрик - Макс Пэриш (12/13)
- Тамела Мпумлвана - Тайсон Паркер (12/13)
- Дерек Уэбстер - Хэнк Мейсон (7/13)
- Кэтлин Йорк - Джо Мейсон (6/13)

### Повторяющиеся персонажи
- Сейкон Сенгблох - Джулия Бейкер (12/13)

## Эпизоды
| № общий | № в сезоне | Название                                         | Режиссёр         | Автор сценария              | Дата премьеры  | Произв. код | Зрители в США (млн) |
| --- | ---------- | ------------------------------------------------ | ---------------- | --------------------------- | -------------- | ----------- | ------------------- |
| 1 | 1          | «Pilot» «Пилот»                                  | Майкл Шоуолтер   | Корина Кингсбери            | 4 апреля 2019  | 101         | 0.87                |
| 2 | 2          | «Mommy Issues» «Проблемы с мамой»                | Брайан Дэннели   | Эми Тернер                  | 11 апреля 2019 | 102         | 0.72                |
| После того, как последняя связь Мерфи на одну ночь называет ее “мамочкой”, у нее появляется довольно неожиданная зацепка в деле Тайсона; мать Тайсона. Ее зацепка дает довольно пугающие результаты, поэтому она выслеживает двоюродного брата Тайсона Дарнелла и встречает его “делового партнера” Макса, который сразу же влюбляется в Мерфи. Тем временем Хлоя думает, что ее отцу Дину пора завести профиль для знакомств. Наконец, Мерфи помогает Джесс выбрать особый подарок для своей подруги Ванессы. |            |                                                  |                  |                             |                |             |                     |
| 3 | 3          | «The Big Break» «Большой перерыв»                | Норман Бакли     | Линдсей Голдер              | 18 апреля 2019 | 103         | 0.64                |
| 4 | 4          | «The Graduate» «Выпускник»                       | Патрисия Кардосо | Яэль Зинков                 | 25 апреля 2019 | 104         | 0.75                |
| 5 | 5          | «The Feels» «Чувства»                            | Ингрид Юнгерманн | Диган Фрайклинд             | 2 мая 2019     | 105         | 0.50                |
| 6 | 6          | «Tyson» «Тайсон»                                 | Райан МакФол     | Дэвид Бабкок                | 9 мая 2019     | 106         | 0.51                |
| 7 | 7          | «The One That Got Away» «Тот,который ускользнул» | Анна Мастро      | Райан Найтон                | 16 мая 2019    | 107         | 0.52                |
| 8 | 8          | «Jessica Rabbit» «Джессика Кролик»               | Кира Седжвик     | Эрик Рэндолл                | 23 мая 2019    | 108         | 0.60                |
| 9 | 9          | «Deal Or No Deal» «Сделка или нет сделки»        | Стивен К. Цутида | Кара Браун                  | 30 мая 2019    | 109         | 0.58                |
| 10 | 10         | «Bait and Switch» «Приманка и Выключатель»       | Рэндолл Зиск     | Луиза Леви                  | 6 июня 2019    | 110         | 0.60                |
| 11 | 11         | «I Woke Up Like This» «Я проснулся вот так»      | Давид Гроссман   | Сара Линк & Челси Тейлор    | 13 июня 2019   | 111         | 0.64                |
| 12 | 12         | «Rollin' With The Homies» «Катаюсь с братишками» | Брайан Дэннели   | Флинт Уэйнесс & Яэль Зинков | 20 июня 2019   | 112         | 0.60                |
| 13 | 13         | «It's Always Been You» «Это был ты»              | Корина Кингсбери | Корина Кингсбери            | 27 июня 2019   | 113         | 0.63                |